# Stu - Anche un alieno può sbagliare
(tagline del corto)
Stu - Anche un alieno può sbagliare (Lifted) è un cortometraggio animato del 2006, diretto da Gary Rydstrom e prodotto dalla casa cinematografica Pixar.
Il corto è stato candidato ad un Oscar per il miglior cortometraggio animato. Successivamente fu proiettato prima del film Pixar del 2007 Ratatouille.

## Trama
In una casa isolata di campagna, un ragazzo dorme tranquillo nella sua stanza. Ad un tratto un violento raggio blu lo avvolge ed inizia a librarlo in aria, finché - nel tentativo di volare via - non finisce sbattendo sul muro, il tutto nel pieno del sonno. L'inquadratura passa all'astronave, dove si trovano Stu, un giovane alieno verde impegnato in un'enorme consolle piena di levette, e Mr. B, un grande alieno gelatinoso col compito di esaminarlo. Il giovane extraterrestre prova tutti i modi per tirarlo fuori e catturarlo, innervosendosi e chiedendo anche aiuto, invano, finché - dopo numerosi tentativi - riesce a portarlo sull'astronave. Mentre però sta terminando la prova, si distrae e non finisce di chiudere la navicella, facendo così precipitare l'umano. L'esaminatore si affretta a riattivare il raggio e a sistemare la confusione creata da Stu. Il giovane alieno, depresso, se ne sta in disparte; l'esaminatore decide dunque di fargli provare la guida del mezzo. L'astronave comincia dunque a partire, s'innalza, finché poco dopo collassa sulla casa dello stesso umano. La navicella riprende dunque il volo, lasciando però un'enorme cratere al posto della casa, lasciando intatto un piccolo lembo di terra al centro, con sopra il letto e l'umano addormentato.
Scorrono dunque i titoli del cortometraggio, ed intanto si sente il rumore di una sveglia, e il ragazzo inizia ad urlare precipitando.

## Riconoscimenti
- 2007 - Premio Oscar
  - Candidatura miglior cortometraggio d'animazione